# هلی‌هومن
هلی‌هومن، روستایی است از توابع بخش چهاردانگه شهرستان ساری در استان مازندران ایران.

## واژه شناسی
هلی به زبان مازندرانی به معنی آلوچه و همند (یا همن) به زبان مازندرانی به معنی دشت است. هَلی‌هِمِند یعنی آبادی واقع در دشت درختان آلوچه

## شغل مردم روستا
روستای هلیهمند در ۵۷ کیلومتری ساری و ۳۷ کیلومتری کیاسر واقع شده و شغل اصلی مردم کشاورزی و دامداری می باشد و تعدادی در صنایع دستی مشغول فعالیت هستند.

## جمعیت
این روستا در دهستان گرماب قرار داشته و براساس آخرین سرشماری مرکز آمار ایران که در سال ۱۳۸۵ صورت گرفته، جمعیت آن ۱۴۱نفر (۲۸خانوار) بوده‌است.